# Statue de Tshwane
La statue de Tshwane située au centre de Pretoria en Afrique du Sud, rend hommage à un chef tribal ndébélé qui aurait porté le nom de Tshwane. 
La municipalité de Tshwane a été baptisée de ce nom en 2000. 

## Descriptif

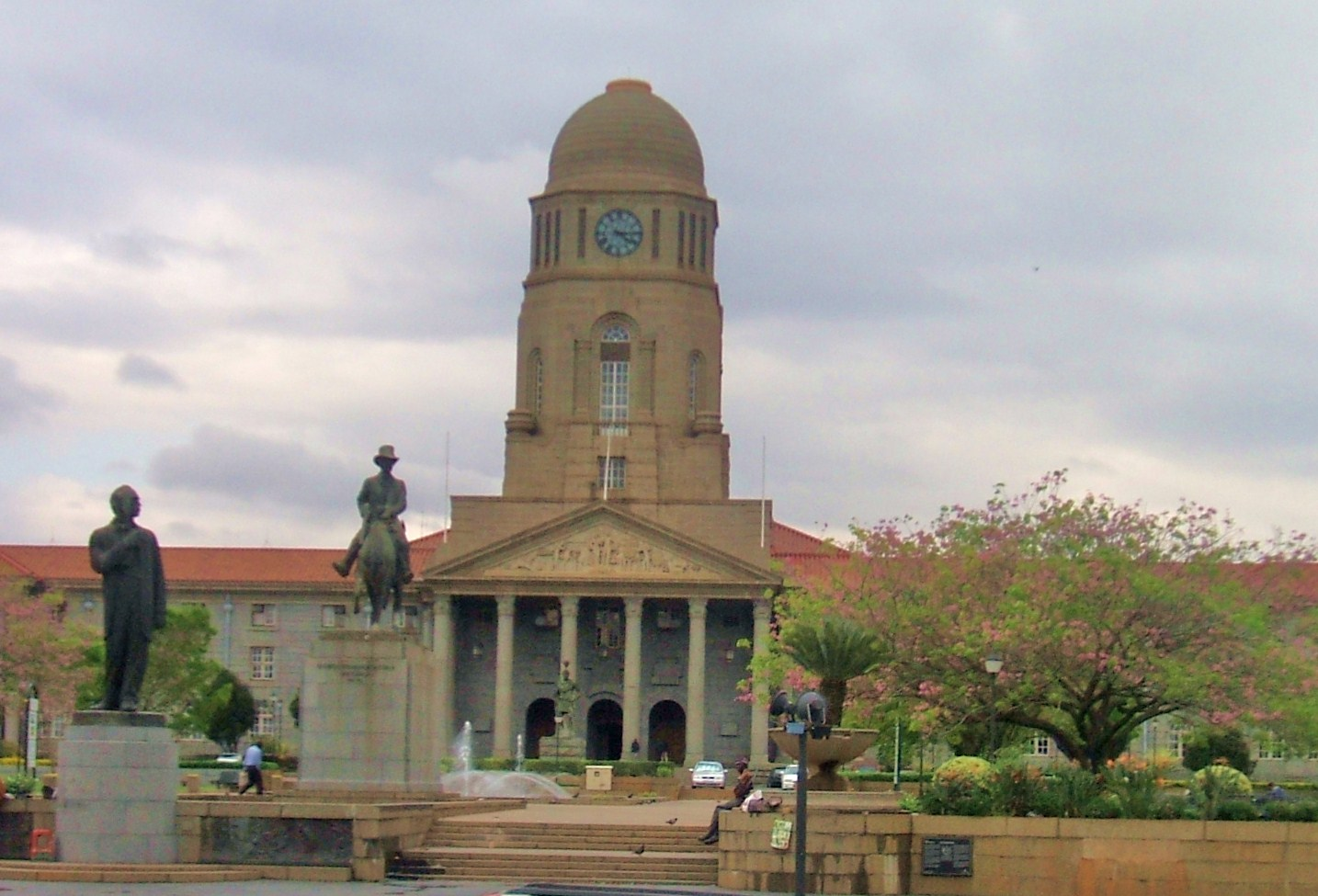
Les 3 statues de Pretorius square

Juchée sur un piédestal, la statue en bronze de 6,2 mètres de hauteur est une représentation imaginée du chef tribal, aucun portrait de Tshwane n'étant connu. Sur le piédestal est inscrit une note mentionnant que Tshwane était le fondateur de la ville.

## Localisation
La statue est située juste devant l'entrée de l'hôtel de ville de Pretoria à une vingtaine de mètres derrière la statue équestre d'Andries Pretorius. 

## Historique
En 2000, le nom de Tshwane est proposé pour baptiser la nouvelle municipalité du Grand Pretoria . Pour justifier ce choix, les autorités municipales dominées par le Congrès national africain mentionnent que Tshwane est le nom historique de la région de Pretoria et aurait été à l'origine le nom du fils d’un chef tribal nommé Mushi, établi dans la région dans les années 1600, bien avant l’arrivée des Boers. Si aucun document historique ou contemporain n’atteste vraiment cette version, la municipalité adopte cependant le nom de Tshwane. Le choix reste polémique et en 2005 l’existence dudit Tshwane, telle que présentée dans la version officielle, est remise en cause par les chefs ndébélés Makhosoke II et Mayisha III qui démentent qu'il fut un fils du chef Mushi, mais plutôt un petit-fils, et aurait été sans intérêt historique,. 
Pour clore les polémiques et concrétiser le choix de nom, une statue fut commandée dans le cadre du Re Kgabisa Tshwane project. Réalisée par le sculpteur Angus Taylor, la statue est inaugurée le 6 juillet 2006 pour symboliser la réalité de l'existence du chef Tshwane et affirmer l'existence d'un héritage noir africain à Pretoria. 
À peine inaugurée, la statue fut vandalisée et repeinte aux couleurs orange, blanches et bleues symbolisant le drapeau de l'Afrique du Sud de l'époque de l'apartheid.